# Eustrotia noloides
Eustrotia noloides är en fjärilsart som beskrevs av Butler 1879. Eustrotia noloides ingår i släktet Eustrotia och familjen nattflyn. Inga underarter finns listade i Catalogue of Life.